# Centelleador

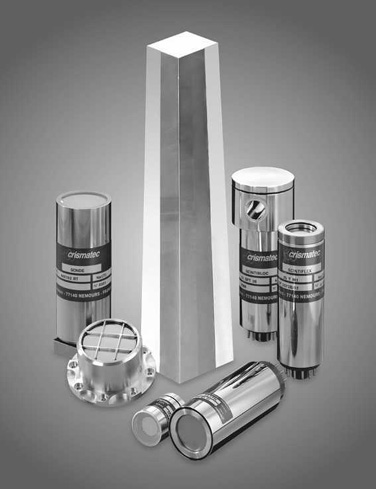
Cristal de centelleo rodeado por varios conjuntos de detectores de centelleo.

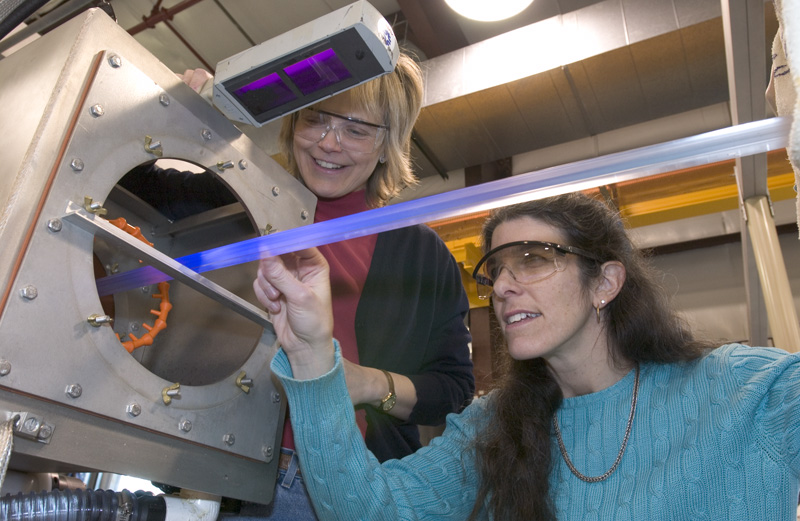
Material de centelleo plástico extruido fluorescente bajo una lámpara de inspección UV en Fermilab para el proyecto MINERVA

Un centelleador es un material que centellea, o sea, exhibe luminiscencia cuando por él pasa radiación ionizante (electrones, positrones u otras partículas o iones más pesados). Esto se produce porque el material absorbe parte de la energía de la partícula incidente y la reemite en forma de un corto destello de luz, típicamente en el rango de la luz visible. Si esta reemisión es rápida (en menos de unos 10–8 s), el fenómeno se conoce como fluorescencia. De lo contrario, si la excitación es metaestable y dura de microsegundos a horas, nos referimos al fenómeno como fosforescencia.

## Historia
El primer dispositivo que usó un centelleador fue construido en 1903 por sir William Crookes y usó una pantalla de ZnS para obervar el bombardeo por partículas alfa. Los centelleos producidos por la pantalla eran visibles a simple vista y no se necesitaban microscopios ni  una sala oscura; el dispositivo se conocía como espintariscopio. La técnica condujo a una serie de descubrimientos importantes, pero obviamente era tediosa. Los centelleadores atrajeron más atención en 1944, cuando Curran y Baker reemplazaron la medición a simple vista con el PMT recientemente desarrollado. Ese fue el nacimiento del detector de centelleo moderno.

## Detector de centelleo
Hablamos de un detector de centelleo o detector centelleador cuando unimos un material centelleador a un sensor de luz, como por ejemplo un fotomultiplicador (photomultiplier tube: tubo fotomultiplicador) o un fotodiodo. El fotomultiplicador absorbe la luz emitida por el centelleador y la reemite como electrones por efecto fotoeléctrico, y a continuación hace que los electrones se multipliquen en una cascada de dinodos a mayor potencial eléctrico y acaban por producir una corriente eléctrica. Los fotodiodos generan la corriente en un fragmento de silicio.

#### Principio de funcionamiento
Éste está basado en una propiedad denominada emisión de luz visible, más conocida como luminiscencia. Dicha propiedad se da cuando son expuestas a radiación ionizante estas sustancias. La excitación molecular producida da origen a una desexcitación rápida conocida como fluorescencia o centelleo.
Cada una de las emisiones de luz visible o destellos correspondiente a un solo fotón puede ser detectado y, si se dispone de un elemento transductor, transformado en una señal eléctrica. 
Al producirse la incidencia del fotón o partícula cargada en un medio material se crea el fenómeno de luminiscencia. Se invierte una parte de la energía en ionizaciones y excitaciones. Éstas van seguidas de emisiones de ondas electromagnéticas. La producción de éstas tiene lugar en la región visible y el ultravioleta. 

#### Tipos
Pueden ser orgánicos o inorgánicos. La diferencia reside dependiendo de la radiación detectada. Si son fotones, el centellador estará construido por un material de las siguientes características: una buena transparencia luminosa, un alto número atómico (Z) y un gran volumen de detección. Los más apropiados para las partículas beta son los orgánicos, ya que al tener un número atómico bajo favorece la penetración de la partícula en el detector. Para las alfa no son necesarias condiciones especiales. 
Centelleo en fase LIQUIDA: se utilizan en aplicaciones de medida de partículas beta y cuando se requiere una extrema sensibilidad. En comparación con los centelladores sólidos, al generar la intensidad luminosa que procede de una detección tienen una respuesta muy rápida, lo que les permite realizar medidas de actividades elevadas.

#### Tubo fotomultiplicador
Es el dispositivo que se encarga de la transformación de la intensidad luminosa de un centelleo en una señal eléctrica proporcional. Un contacto óptico le une al centelleador. Consiste en una célda fotoeléctrica de gran sensibilidad. Se origina el impulso eléctrico gracias al choque de los electrones desprendidos de un fotocátado que mediante una acción de luz libera electrodos llamados dínodos. Todo queda cerrado dentro de una ampolla en vacío. 
El impulso eléctrico guarda la proporcionalidad con la radiación incidente cuando esta cede toda su energía al centelleador. Sin embargo, no todos los fotones arrancan electrones de los dínodos, sino que dependen de una probabilidad que se basa en la sensibilidad del fotocátado a cada longitud de onda concreta.

## Usos
Los detectores centelleadores se usan de forma generalizada en física de partículas, física de astropartículas, exploración petrolífera, espectrometría, escaneo de contenedores y equipajes, física espacial y física médica (PET [tomografía por emisión de positrones], terapia de imagen, etc).